# Schloss Rauenstein (Überlingen)

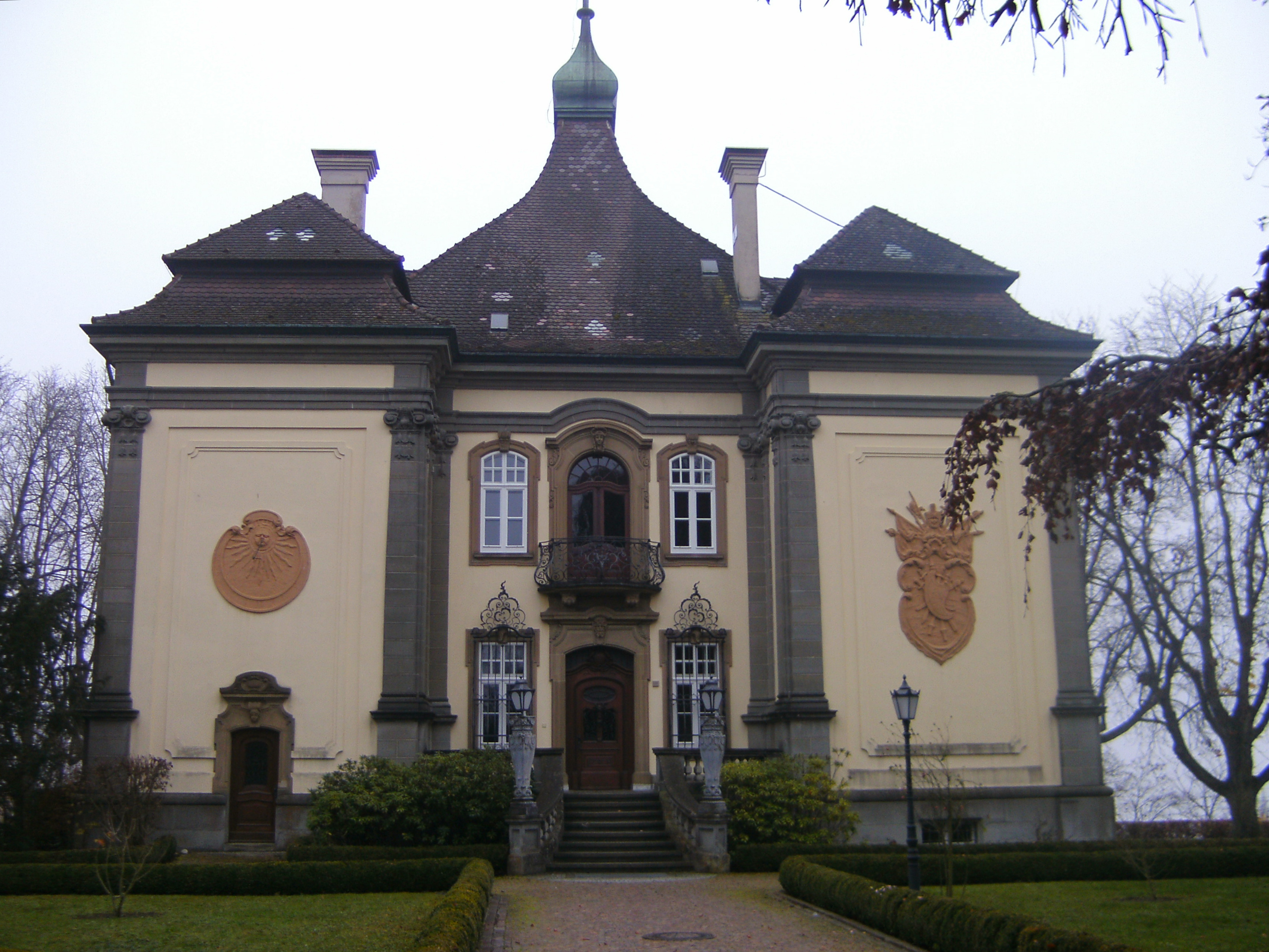
Schloss Rauenstein

Das Schloss Rauenstein ist eine neobarocke, zu Beginn des 20. Jahrhunderts erbaute, denkmalgeschützte Villa in Überlingen.

## Geschichte
Um 1903 ließ der Schweizer Privatier und Rittermeister a. D. Otto Ziesing die als „Schloss“ bezeichnete auffällige Villa auf die Anhöhe Rauhhalde (so der alte Gewannname) mit Park und Kastanienallee im Osten von Überlingen errichten.
Der zweigeschossige Bau im Stil des Neobarock zeichnet sich durch ein hohes Sockelgeschoss, gestaltete Seitenrisalite, Pilaster-Eckquaderungen, verschiedene Gesimse, Fensterverdachungen, Ornamenten und figürlichen Reliefs unter zwei Mansarddächern sowie dem auffälligen Mitteldach, dessen markante Spitze weit sichtbar ist, aus.

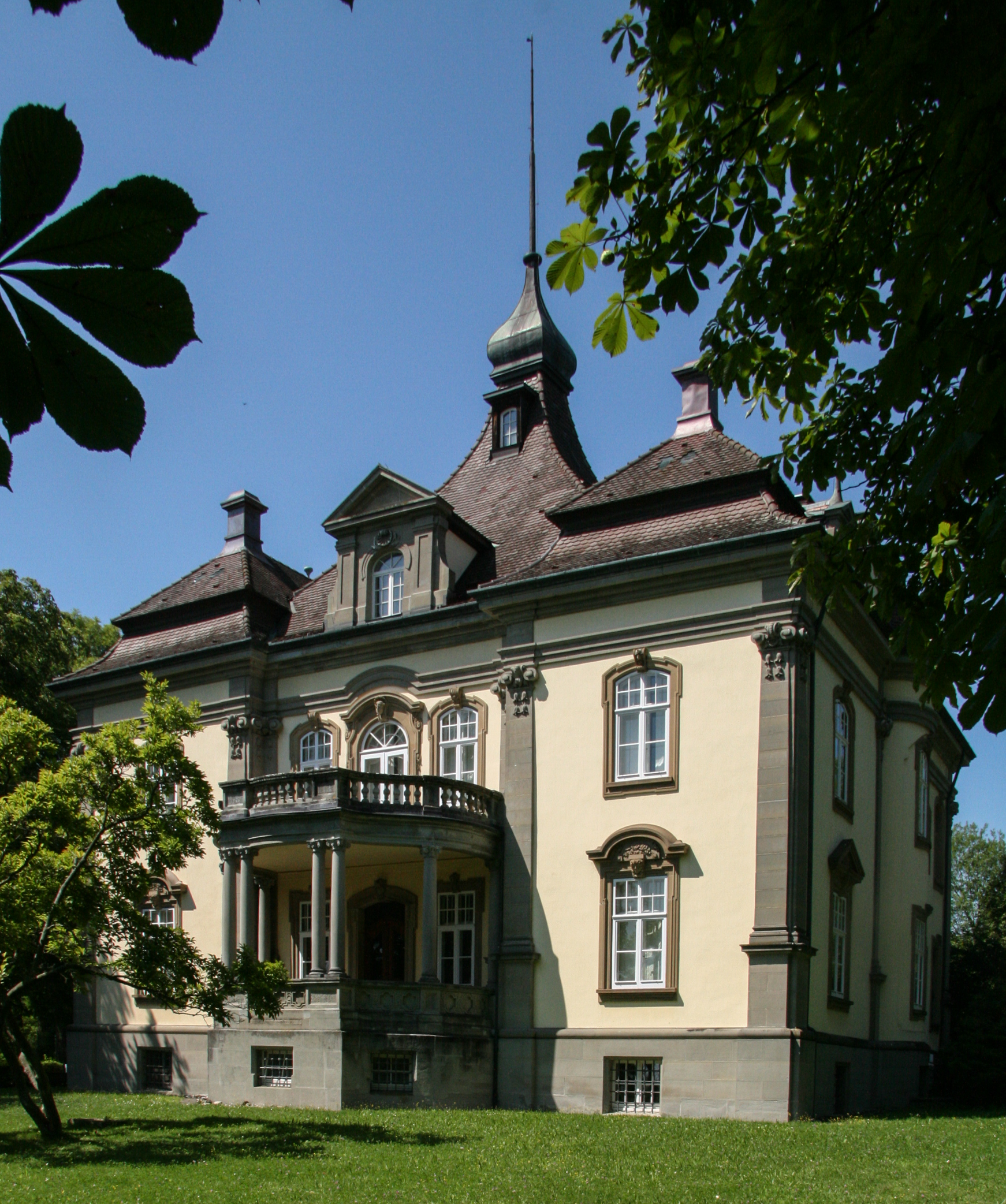
Rückseite des Schlosses

Das Schlossareal mit einem 2,68 Hektar großen öffentlichen Park, diente nach 1945 als Sitz eines französischen Generals und des späteren Kreisgouverneurs Lindemann. Bis 1950/51 blieb es dann in Privatbesitz. Nachdem es der damalige Landkreis Überlingen übernommen hatte, ging es im Zuge der Kreisreform von 1973 in den Besitz des neuen Bodenseekreises über. Als weitere Nutzung des Gebäudes wurde unter anderem eine Spielbank oder ein Sanatorium in Betracht gezogen. Stattdessen richtete man eine Landwirtschaftsschule mit nebenstehenden Neubau sowie das Landwirtschaftsamt in der Villa ein.
Im Jahr 2003 wurde das reich geschmückte Schloss grundlegend saniert. Später teilen sich die Akademie Schloss Rauenstein der Hochschule Ravensburg-Weingarten sowie die Industrie- und Handelskammer die Räumlichkeiten. Des Weiteren nutzen schulische Außenstellen das Nebengebäude. Außerdem wurde am Südhang des Parks ein Apfellehrpfad mit den verschiedenen Apfelsorten der Bodenseeregion angelegt. 2015 erwarb die Stadt Überlingen die Villa vom Bodenseekreis, um einer Veräußerung auf dem freien Markt entgegenzuwirken und die öffentliche Zugänglichkeit des Parks weiterhin zu sichern. Im September 2018 zog die Hochschule Ravensburg-Weingarten aus und das Schlossgebäude steht seitdem größtenteils leer.